# Кланг
Кланг (ранее также известен как Келанг) — город в Малайзии, в штате Селангор. Расположен в долине Кланг, в 32 км к западу от Куала-Лумпура и в 6 км к востоку от Порт-Кланга. До появления Куала-Лумпура, город был столицей Селангора, сегодняшняя столица штата — Шах-Алам. Порт-Кланг, расположенный в округе Кланг — один из самых загруженных контейнерных и перегрузочных портов мира.

## Этимология
Город вероятно получил название от реки Кланг, протекающей через него. Весь географический регион в непосредственной близости от реки называется — долина Кланг. Наиболее популярная теория происхождения названия относит его либо к мон-кхмерскому слову Klong, либо к старому значению малайского слова Kilang («склады»), что объясняется большим количеством складов, расположенных в городе в старые времена, современное значение слова «Kilang» — фабрика.

## Районы
Рекой Кланг город делится на Северную и Южную части. Ранее торговым центром города был Северный Кланг, однако с 2008 г. большая часть жилых и торговых площадей, а также правительственных офисов расположена в Южном Кланге. Также южная часть города играет важную роль в социальной сфере и сфере отдыха. Это вызвано быстрым ростом новых современных пригородов, таких как: Bandar Botanic, Bandar Bukit Tinggi, Taman Bayu Perdana, Glenmarie Cove, Kota Bayuemas и других. В северной части расположены старейшие и наиболее признанные жилые районы: Berkeley Garden, Taman Eng Ann, Taman Klang Utama, Bandar Baru Klang и другие. Самый оживлённый порт страны — Порт-Кланг, расположен в Южном Кланге.

## Транспорт
Город обслуживается пятью станциями пригородной железной дороги, федеральное шоссе № 2 соединяет Кланг с Куала-Лумпуром и другими городами долины Кланг. Также город обслуживает крупнейшая автобусная компания страны — RapidKL bus route.

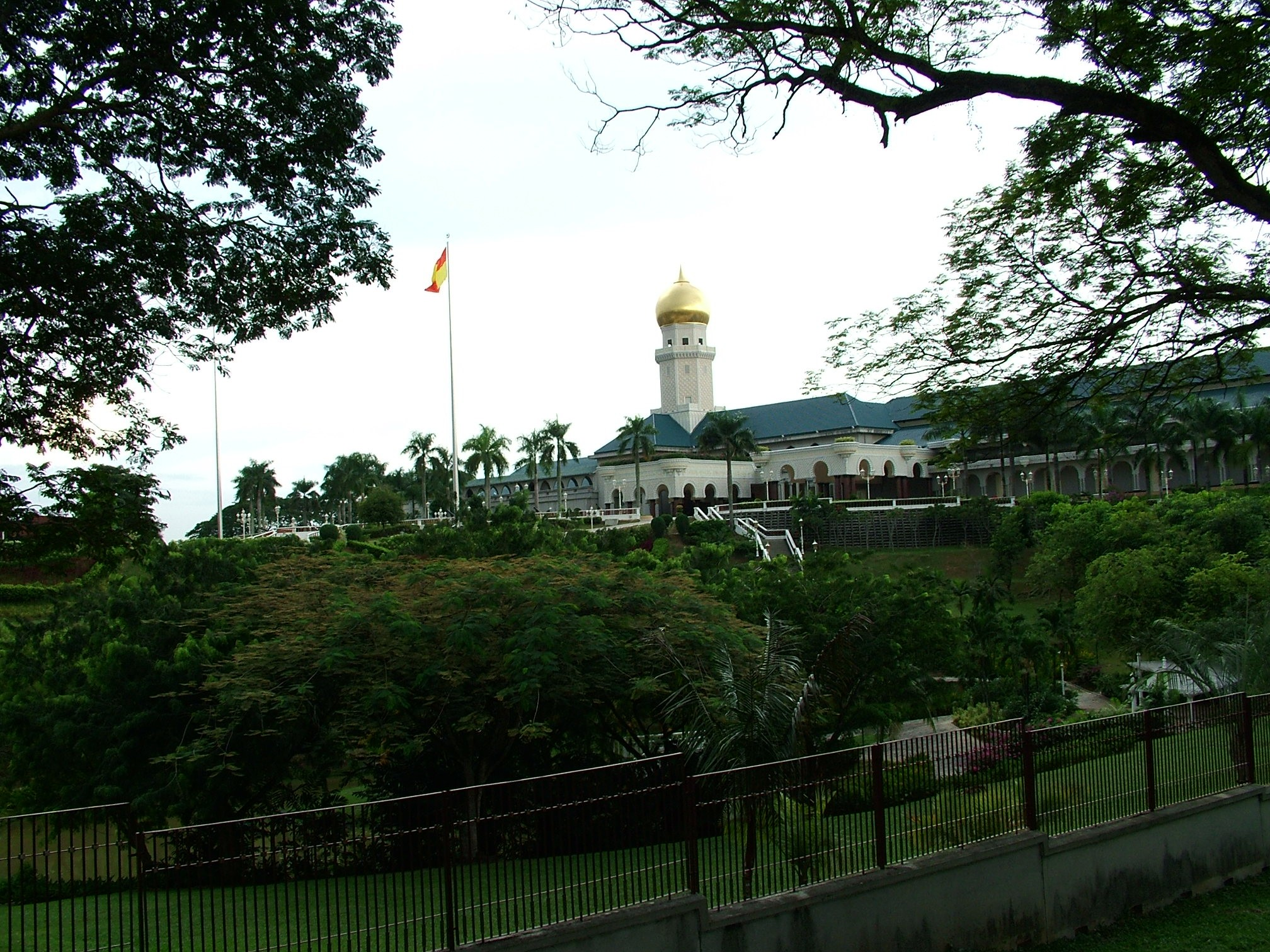
Дворец султана
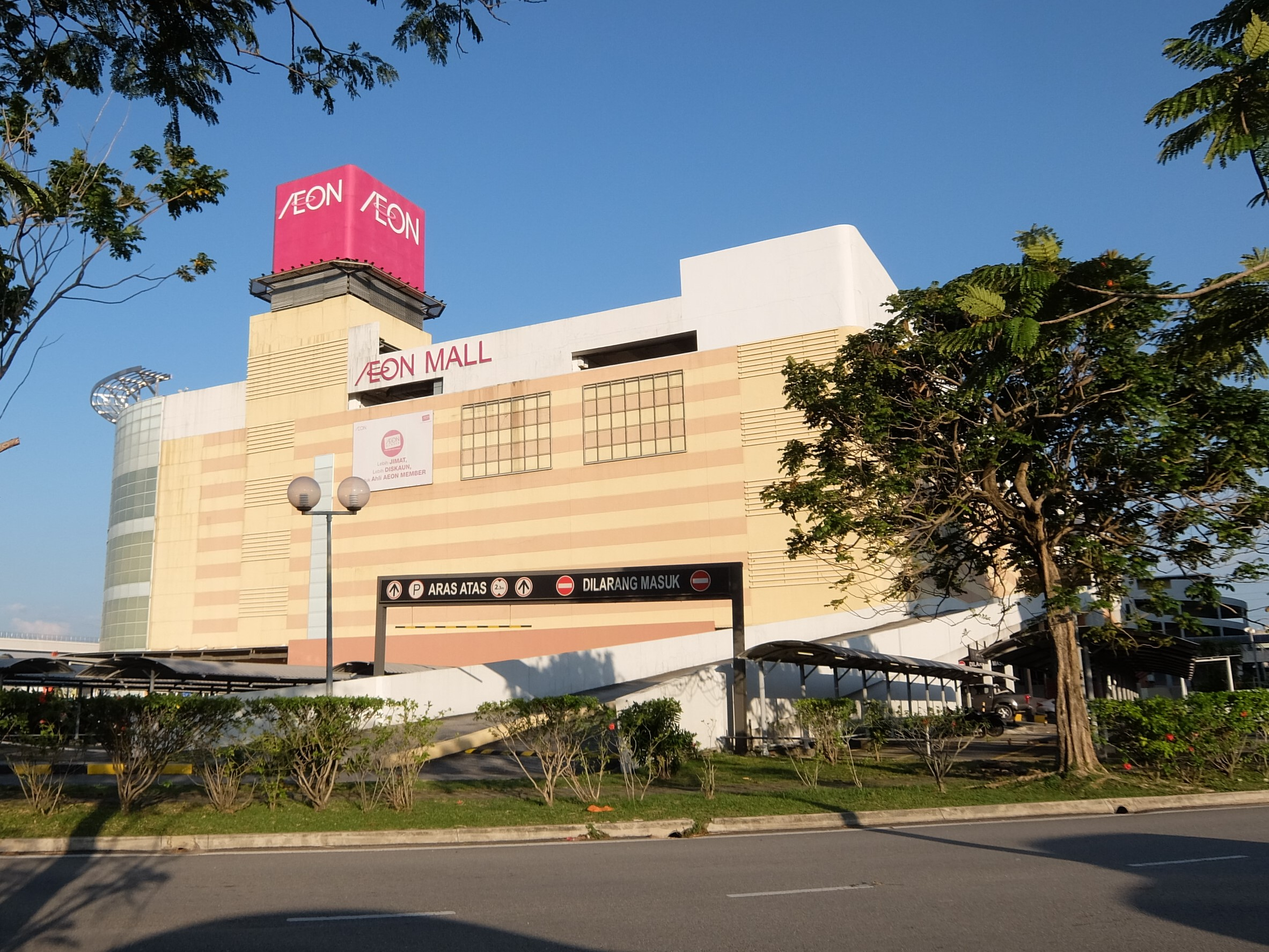
Торговый центр ÆON Bukit Tinggi

## Экология
Исследование выявило значительное загрязнение микропластиком в сельскохозяйственных почвах в долине Кланг, что может повлиять на плодородие почвы и продуктивность сельского хозяйства.